# 瑪麗·達克
瑪麗·安-夏洛特·達克（瑞典語：Marie Ann-Charlotte Dacke，1973年—）是一名瑞典生物學家，隆德大學隆德視覺小組的教授。她因研究糞金龜的導航系統而於2013年獲得搞笑諾貝爾獎生物學及天文學獎。她也是瑞典電視節目《Studio Natur》的小組成員，並在2012年Forskar大獎賽中被評為瑞典最佳科學傳播者。

## 生平
達克在蘭斯克魯納就讀高中。2003年，她在隆德大學完成博士學位，指導教授是丹-艾瑞克·尼爾森（Dan-Eric Nilsson）。她在澳洲國立大學視覺科學中心當了兩年博士後研究員。2007年，她回到隆德大學擔任感官生物學教授。
達克的研究重點是昆蟲的導航，尤其是糞金龜。她對它們的天體羅盤很感興趣，即利用天空引導導航。2013年，她與馬庫斯·柏恩、艾蜜莉·貝爾德（Emily Baird）、克拉克·肖爾茨（Clarke Scholtz）和艾瑞克·瓦蘭特（Eric Warrant）共同獲得搞笑諾貝爾獎的生物學及天文學獎，表彰其證明夜間活動的糞金龜可以將銀河作為羅盤；這項研究發表在《當代生物學》（Current Biology）上。2018年，達克獲得歐洲研究理事會的資助，透過研究糞金龜在進行導航行為時的大腦活動，拓展了這項工作。
2011年至2016年，達克是瑞典青年學院的院士。

## 科學傳播
2010年起，她是瑞典電視節目《Studio Natur》的小組成員。2012年，達克在一項名為「科學大獎賽」（Forskar Grand Prix）的全國性比賽中被評為瑞典最佳科學傳播者。她也曾在隆德大學生物表演中表演。
2012年，達克成為瑞典戰略研究基金會和瑞典電視第四台聯合製作的研究和研究人員系列節目中的科學家之一。
2019 年，她在倫敦自然史博物館舉辦的皇家昆蟲學會維拉爾講座上發表了題為「烏鴉飛，甲蟲滾：從行為到神經元的直線定向」的演講。
2020年，達克與拉塔·斯科格（Låtta Skogh）合著了《庭園動物：植物喜愛的豐富多樣性》（Trädgårdsdjur - myllret och mångfalden som växterna elsker，ISBN 97891-88953-62-9）一書。